# Petur Pólson

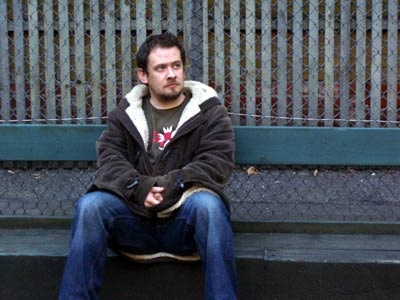
Petur Pólson zu Besuch in Kopenhagen während der Produktion des Albums Koma, 2005

Petur Pólson, eigentlich Petur Pólsson Jensen (* 18. Januar 1973 in Tórshavn, Färöer als Petur Heinesen, aufgewachsen in Gøta) ist ein färöischer Dichter und Musiker, der als Sänger (Rapper) und Songtexter der ehemaligen Rockgruppe Clickhaze über die Färöer hinaus bekannt wurde. Pólson ist auf den Färöern bekannt für seine melancholische und einfühlsame Lyrik, die sich kurzfassen kann und doch viel sagt.

## Leben
Petur wurde – wie viele seiner Landsleute – im Landeskrankenhaus in Tórshavn geboren (scherzhaft erwähnt er, dass er auch wie die meisten im Winter geboren und männlich ist, aber im Gegensatz zu den meisten niemals Fischer gewesen ist). Als seine Mutter heiratete, bekam er später den Nachnamen Jensen, unter dem er als Dichter bekannt wurde. Später fügte er nach dem (wiedereingeführten) patronymischen färöischen Namensrecht den Namen Pólson (Sohn von Pól) hinzu. Grammatisch richtig wäre Pólsson (Genitivkonstruktion Póls-son(ur)), doch die färöischen Ausspracheregeln würden daraus ein [ˈpœlsɔn] machen, er möchte aber [ˈpɔuːlsɔn] ausgesprochen werden, daher der „Fehler“ in der Schreibweise, die er selbst verwendet.
Petur Pólson brach ein Studium zum Thema vergleichende Literaturwissenschaft in Aarhus ab und wechselte zum Lehramtsstudium für Färöisch, Englisch und Musik, er arbeitet heute als Lehrer für Färöisch, Englisch und christliche Religion an der kommunalen Volksschule in Sandavágur. Mit seiner Freundin Birita hat er seit 2004 eine Tochter namens Døgg Petursdóttir.

Bei einem Interview für die Zeitung Sosialurin in Kopenhagen, 2005

Zur Musik kam Petur Pólson in den 1990ern, als er mit Eiler Hansen u. a. die Gruppe Visibility gründete, die sich später in Visible Fish umbenannte. Als seine musikalischen Vorbilder bezeichnet er U2, Pearl Jam und R.E.M., neben Leonard Cohen und Bob Dylan als persönliche Vorbilder.
Visible Fish hatte auf der alten Schaluppe Høganesi in Runavík ihren Übungsraum und nahm 1997 am Prix Føroyar teil, wo sie allerdings nicht über die Vorrunde in Klaksvík hinauskam. Dennoch waren sie bekannt, da Petur Pólson einen „Selbstmord“ auf der Bühne inszenierte, was möglicherweise zum Ausscheiden beitrug, aber andererseits den Bekanntheitsgrad steigerte.
Als Dichter hingegen war 1997 ein voller Erfolg für Petur Pólsen, als er den Färöischen Literaturpreis für seinen zweiten Gedichtband Ogin sól er til erhielt. Selbstironisch sagte er später dazu: Wie ich es verstanden habe, bekommen den alle früher oder später – was angesichts der vergleichsweise hohen färöischen Bücherproduktion (gemessen an den ca. 60.000 Muttersprachlern) aber etwas übertrieben ist. Es gibt auch Jahre, in denen der Preis für Belletristik nicht vergeben wird, so zum Beispiel das Jahr vor ihm und die beiden Jahre nach ihm. Nicht zuletzt sein musikalisches Engagement trug mit zur Preisverleihung bei, wo gesagt wurde, dass seine Dichtkunst neue Wege gehe und ohne Zweifel für die künftige färöische Literatur von Bedeutung sein werde.
Die Band hatte mit dem Lied Tender Skin im gleichen Jahr einen Achtungserfolg. Es landete auf Platz 2 der Charts von Útvarp Føroya und erschien 1997 auf dem Sampler Rock í Føroyum 2. 1998 erschien das eigene Album Doing Lounge Jesus, die eher ein Zufallsprodukt war, denn man plante eigentlich nur die Aufnahme von 3–4 Songs im Studio, aber innerhalb von 2 Wochen entstand daraus eine ganze Platte. Die beiden Songs Styrofoam Punk Doing Lounge Jesus und Drive Through My Head waren auf den Färöern recht erfolgreich.
1999 nahm Visible Fish einen zweiten Anlauf zum Prix Føroyar und kam auch ins Finale. Zum Sieg reichte es aber nicht. Der Song Bróðir Judas erschien noch auf dem Tutl-Sampler Grótføroyskt, aber im selben Jahr ging die Gruppe auseinander. 2004 gab es aber ein Revivalkonzert in Gøta, dort wo ihr letzter Auftritt war.
Bereits 1998 formierte sich eine andere Gruppe um Jón Tyril, Bogi á Lakjuni und Jens L. Thomsen, die Petur Pólsen als Sänger, Rapper und Texter einluden. Zum Prix Føroya 1999 nannten sie sich Clickhaze. Eivør Pálsdóttir stieß als Sängerin hinzu und Høgni Lisberg als Drummer. Die Gruppe kam ins Finale des Prix, aber auch für sie reichte es damals nicht zum 1. Platz. Zum Prix 2001 traten sie wieder an. Diesmal war der namhafte Bassist Mikael Blak mit von der Partie. Nach einer erfolgreichen Vorausscheidung kam die Gruppe ins Finale und gewann den Prix mit dem Hit Indigo Brow. Es folgte 2002 die Produktion der Clickhaze-EP mit 6 Stücken, wovon Daylight elf Wochen lang auf Platz eins der färöischen Charts war. Die Gruppe spielte auch auf dem Roskilde-Festival. Die Gruppe löste sich 2003 auf, und die Musiker gingen ihre eigenen – erfolgreichen – Wege.
Nur für Petur Pólson war erst einmal eine musikalische Pause. Im März 2004 wandte er sich an seinen alten Bandkameraden Eiler Hansen und zeigte ihm einige Texte, die ihm am Herzen lagen. Zusammen versuchten sie, das in Gitarrenakkorde umzusetzen. Nach einem Jahr war diese Vorbereitung abgeschlossen, und Eiler stellte ein Demoband mit 11 Liedern her. Sie luden weitere Musiker ein, um ein Arrangement festzulegen, und ein halbes Jahr später war die Platte Koma (das heißt auf Färöisch „Ankunft“, nicht etwa Koma) fertig. Sie erschien im November 2005 und hat, nach den ersten Kritiken zu urteilen, das Zeug zum Klassiker auf den Färöern. Namhafte Musiker wie Kári Sverrisson (Enekk), Niels Arge Galán (Tveyhundrað) und Guðrið Hansen haben auf der Platte Gastauftritte, während der Tveyhundrað-Schlagzeuger Uni Árting und der ehemalige Clickhaze-Kollege Bogi á Lakjuni (Gitarre, Keyboards, Produktion) bei allen Stücken mitspielen. Weitere Mitglieder der Band sind Niels Jákup í Jógvansstovu (Bass) und Knút Háberg Eysturstein (Keyboards).
Das Grundthema der Texte des Albums sind Seelenschmerz und Einsamkeit, aber auch tief empfundene Liebe zu den Menschen. Pólson ist bekannt für seine gefühlvolle und gleichzeitig düstere Lyrik. Seine Sprache ist knapp gehalten und bedient sich eines reichhaltigen Wortschatzes und manchmal ungewöhnlicher grammatischer Formen des Färöischen. Typisch ist seine knappe Ausdrucksweise. So kommt das Stück Hválv mit nur zwei Wörtern aus: himmalhválv bíðar – Himmelsgewölbe wartet. Was er damit sagen will, ergibt sich aus dem Gesamtkontext der anderen Lieder, die dem Album den Charakter eines vertonten Gedichtbandes geben, der unter einem Motto steht.
Petur Pólson widmete Koma seiner Tochter Døgg (sie war nach dem Statistischen Landesamt der Färöer die einzige neugeborene Namensträgerin 2004). Der Name bedeutet auf Deutsch „Tau“ und taucht auch in dem Text des Titelsongs auf, der auf Deutsch übersetzt so lautet:
Koma - Ankunft
schlafendes Gras
Morgensausen
kommt auf
die gleichgültige Seele
verirrt sich heim
erwachender Tau
Morgensonne
Ursprung
die selige Seele
findet heim
sterbendes Gras
erwachender Tau
die selige Seele
findet heim
Dieser Text kann also auch von einer erwachenden Døgg handeln. Es wird erwartet, dass alle Texte des Albums in englischer und deutscher Übersetzung erscheinen. Letzteres wäre ein Novum für eine färöische Produktion.

## Werke

### Gedichtbände
- 1994: Afturvendandi endurspeglingar av komandi dreymum
- 1997: Ongin sól er til (bekam den Färöischen Literaturpreis 1997)
- 1999: Guru - yrking
- 2001: Persona Non Grata
- 2008: "Hamskifti"

### Diskografie
- 1998. Doing Lounge Jesus (mit Visible Fish)
- 2002: Clickhaze (mit Eivør Pálsdóttir, Høgni Lisberg, Jón Tyril, Mikael Blak u. a.)
- 2005: Koma
- 2009: Tokyó
- 2011: "Transit"